# Nicolás Tivani
Germán Nicolás Tivani Pérez (31 oktober 1995) is een Argentijns wielrenner die vanaf 2024 voor het Portuguese Aviludo-Louletano-Loulé Concelho uitkomt. Hiervoor reed hij voor Unieuro Trevigiani-Hemus 1896, Trevigiani Phonix-Hemus 1896, Agrupación Virgen de Fátima, Agrupación Virgen de Fátima-San Juan Biker Motos en Team Corratec-Selle Italia.

## Carrière
In 2012 werd Tivani nationaal wegkampioen bij de junioren, en werd hij tweede in de tijdrit. Een jaar later werd hij wederom tweede in de strijd om de nationale tijdrittitel. Nog eens twee jaar later werd hij derde, ditmaal bij de beloften.
In 2016 won Tivani de vijfde etappe van de Ronde van San Luis door zijn medevluchters en landgenoten Daniel Díaz en Emiliano Ibarra te kloppen in een sprint met drie. In april nam Tivani namens de opleidingsploeg van de UCI deel aan de Ronde van Marokko. Hier wist hij in de laatste etappe zijn medevluchters te verslaan en zo de etappe te winnen.
In januari 2017 nam hij deel aan de Ronde van San Juan, die dat jaar voor het eerst op de UCI-kalender stond. In de zesde etappe, met start en finish in Pocito, verloor hij in de sprint met drie van Maximiliano Richeze en Oliviero Troia. Later dat jaar werd hij onder meer vierde in de door Marco Negrente gewonnen Trofeo Edil C en won hij het nationale kampioenschap tijdrijden voor beloften. Een dag later won hij ook de wegwedstrijd, door Marcos Omar en Leonardo Cobarrubia in de massasprint achter zich te laten. In september nam hij deel aan de Ronde van Bulgarije, die in twee delen was gesplitst. In beide wedstrijden won hij het jongerenklassement, naast dat hij in het eerste deel al een etappe had gewonnen. Later die maand won hij de Ruota d'Oro, voor Filippo Rocchetti en Luca Raggio.
In 2019 begon hij het seizoen goed door de zesde etappe van de sterk bezette Ronde van San Juan op zijn naam te schrijven. In de finale bleef hij zijn landgenoten Daniel Diaz en Daniel Zamora (tevens teamgenoot) voor.
In 2023 won hij de zilverenmedaille op het Pan-Amerikaans kampioenschap op de weg bij de elite renners.

## Overwinningen
2012
 Argentijns kampioen op de weg, Junioren
2016
5e etappe Ronde van San Luis
10e etappe Ronde van Marokko
2017
 Argentijns kampioen tijdrijden, Beloften
 Argentijns kampioen op de weg, Beloften
Etappe 2b Ronde van Bulgarije-Noord
Jongerenklassement Ronde van Bulgarije-Noord
Jongerenklassement Ronde van Bulgarije-Zuid
Ruota d'Oro
2018
1e etappe Ronde van Servië
Eindklassement Ronde van Servië
2019
6e etappe Ronde van San Juan
2e en 9e etappe Ronde van Uruguay
2022
2e en 4e etappe Vuelta del Porvenir San Luis
Eindklassement Vuelta del Porvenir San Luis
Etappe 2b en 4e etappe Vuelta a Formosa Internacional
Eind- en puntenklassement Vuelta a Formosa Internacional
 Argentijns kampioenschap op de weg, elite
2023
Cupa Max Ausnit
2024
2e etappe Ronde van Portugal
Puntenklassement Ronde van Portugal
2025
Bergklassement Ronde van de Algarve
 Argentijns kampioenschap op de weg, elite
1e en 9e etappe Ronde van Portugal
Puntenklassement Ronde van Portugal

## Resultaten in voornaamste wedstrijden
|      | \| Jaar \| \| WK op de weg \| \| ---- \| \| ------------ \| \| 2023 \| \| opgave \| |              |
| Jaar |                                                                                     | WK op de weg |
| 2023 |                                                                                     | opgave       |

## Ploegen
- 2017 –  Unieuro Trevigiani-Hemus 1896
- 2018 –  Trevigiani Phonix-Hemus 1896
- 2018 –  UAE Team Emirates (stagiair per 1 augustus)
- 2019 –  Agrupación Virgen de Fátima
- 2020 –  Agrupación Virgen de Fátima
- 2021 –  Agrupación Virgen de Fátima
- 2022 –  Agrupación Virgen de Fátima-San Juan Biker Motos
- 2023 –  Team Corratec-Selle Italia
- 2024 –  Aviludo-Louletano-Loulé Concelho
- 2025 –  Aviludo-Louletano-Loulé

Almeida · Andreev · Cacciotti · Cenghialta · Kolev · Michajlov · Mitev · Molteni · Siddikov · Ravanelli · Roesenov · Tivani · Tsjolakov · Vega · Viejo · Viel · Zahiri · Davila (stagiair) · Muñoz (stagiair)
Arnoult · Betsjkov · Fedeli · Jurado · Kolev · Michajlov · Molteni · Montoya · Nikolov · Peñalver · Tivani · Tsjolakov · Vargas · Zahiri · Zana
Amella · Baldaccini · Barać · Conti · Dalla Valle · Gandin · Iacchi · Konychev · Masotto · Murgano · Olivero · Ponomar (vanaf 10/8) · Quarterman · Quartucci · Stojnić · Stöckli · Tivani · Vacek · van Empel · Viviani · Zambelli · Darbellay (stagiair) · Debons (stagiair) · Tsarenko (stagiair)